# Daggmask
Daggmask (Lumbricus) är ett släkte i familjen daggmaskar, som tillhör fåborstmaskarna i stammen ringmaskar.
Släktet omfattar flera arter, exempelvis stor daggmask (Lumbricus terrestris), sydlig lövdaggmask (Lumbricus festivus), och stor lövdaggmask (Lumbricus rubellus).
Maskar bryter ner växtdelar och är viktiga i ekosystemen.

## Föda
Maskar är viktiga i ekosystemet både för att de bryter ned växtdelar (som utgör maskens föda) och för att de syresätter och dränerar marken genom sina gångar. Daggmaskar har inga käkar utan äter genom att bilda ett tryck i svalget och suga in maten. I krävan bryts maten ner, blandas med saliv och bryts ner till mindre bitar. De äter inte bara löv, bark, strån och alger, utan också animaliskt material som bakteriemattor, svamphyfer och fjädrar. När det gäller löv är de kräsna, det ska vara nedbrutet av svampar och bakterier. Daggmask har även en omrörande effekt på jorden. Att maskarna ofta syns efter regn beror på att de då kan byta vistelseplats utan att bli uttorkade.

## Fortplantning

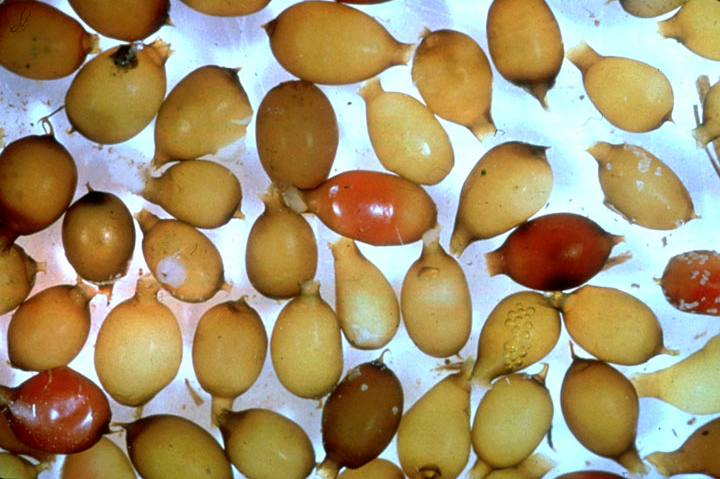
Daggmaskens kokong - Lumbricus

Daggmaskarna är tvåkönade som bildar både ägg och sperma. Trots detta parar de sig ej med sig själv utan de måste byta sperma med varandra. Säden placeras i ”lagringsfickor” på varandra. Vid äggläggningen avger masken ett slembälte. Masken drar sig baklänges ut ur det och lägger äggen så att de blir befruktade när de passerar förbi spermafickorna. Slemmet kommer sedan att stelna och skapa en kokong där embryot växer till sig i 1-6 månader. Det tar ungefär 1 år för masken att gå från kokong till fullvuxen individ. Det är olika hur många kokonger som läggs vid befruktningen, det kan variera från några få hos stora till flera hundra för små arter.

## Arsenikanpassning och stora genetiska förändringar
I ett före detta gruvområde nära Devon i England, där marken är förorenad med arsenik, lever daggmaskar som har anpassat sig. Deras DNA har förändrats så mycket att den genetiska skillnaden mellan dem och deras icke arsenikanpassade släktingar är större än mellan människor och möss. Detta trots att endast 170 år hade gått från att föroreningen började tills DNA-analysen gjordes.

## Systematik
Den finare taxonomiska indelningen är omdiskuterad. Ibland anses släktet daggmask tillhöra familjen Lumbricidae i ordningen Haplotaxida.
Matsmältningen
Daggmaskens tarmsystem består av ett rakt rör. Detta rör sträcker sig från munnen på masken till dess anus. Masken är segmenterad och munhålan sträcker sig vanligtvis över det första eller de två första segmenten. Efter munhålan kommer svalget, matstrupe, kräva, muskelmage (vanligtvis) och sedan själva tarmen. Svalget fungerar som en sugpump som drar in föda i masken. Svalget utsöndrar även slem. Födan dras sedan ner i matstrupen där kalcium pumpas in för att upprätthålla korrekt blodkalciumnivå. I muskelmagen mals sedan födan ner och förs vidare till tarmen. Tarmen utsöndrar pepsin som bryter ner proteiner och finfördelar livsmedlet. Daggmaskarnas tarmar är veckade så att tarmens storlek kan öka vid intag av mat. För att få i sig tillräckligt med näring måste en daggmask sätta i sig föda flera gånger sin egen vikt.
Andningen
Daggmaskar har inga speciella andningsorgan. Genom maskarnas fuktiga hud och kapillärer utbyts gaserna, där syret tas upp av hemoglobinet löst i blodplasma och koldioxid frigörs. Vatten, såväl som salter, kan också flyttas genom huden, genom aktiv transport.
Blodomloppet
Det finns blodkärl som fungerar som pumpar och när blodet passerar dessa blodkärl fördelas blodet vidare framåt via ett kärl längs ryggsidan. Ringmaskar är uppdelade i segment och därför finns det ringformade kapillärer för att blodet ska kunna fortsätta förflyttas genom kroppen. Alla arter har minst ett bukkärl men de kan även ha fler. Blodet når kapillärerna och sedan fördelas det vidare från ryggkärlet till bukkärlet. Ryggkärlet som pumpade blodet från början får blod från bukkärlet där det rinner ifrån. Hos vissa arter kan även bukkärlen pumpa blod. De som kan pumpa blod utför det med hjälp av kapillärer och fungerar oftast inte som de andra kärlen som pumpar blod. De större arterna har ett mer utvecklat blodförsörjningssystem. Daggmaskar har till exempel klaffar i pumpkärlen för att blodet inte ska ändra cirkulationsriktning i systemet.
Fortplantningen
Daggmaskarna parar sig genom att byta sperma med varandra. Daggmaskar har något som kallas lagringsfickor och där hamnar säden. Ett slembälte avges vid äggläggningen av masken. Masken tar sig sedan ut ur det bakvänt och lägger äggen så en befruktning sker via spermafickorna på daggmasken. Slemmet stelnar och kläcks senare ur en kokong efter 1-6 månader. Det tar 1 år ungefär för att kokongen ska utvecklas till fullvuxen mask. Daggmasken är tvåkönad men korsbefruktad och bildar därmed både sperma och ägg men dock kan den inte para sig med sig själv.
Sinnen och nervsystem
Daggmaskar har inga sinnesorgan, istället har den bara sinnesceller och fria ändar av nerver som reagerar på sinnesstimuli. Dessa sinnesceller och nervändar sitter i maskens hud. De har bland annat sfäriska sinnesceller som är ljuskänsliga. I framänden på masken finns även sinnesceller som förmodligen är känsliga för kemiska stimuli och skulle kunna jämföras med smakceller och luktceller. Deras fria nervändar i huden tros också ha liknande funktion som vår "känsel".
Rörelseapparat
Daggmaskens rörelse startar med att en sammandragning sker närmast huvudet av de inre musklerna, det sätts igång små vågor av kontraktion och expansion och detta gör då att masken drivs genom marken. I varje segment finns även slemhinnor som smörjer masken så att den ska glida lättare genom jorden.
Utsöndringsorganet
Det organ som utsöndrar avfall från daggmaskens kropp kallas för Nephridia. Daggmaskens system fungerar ungefär på samma sätt som en njure hos en människa. Systemet består av flera nephridia i varje segment, dock inte de tre första och sista.